# Plataforma LX (Chrysler)
La plataforma LX de Chrysler es utilizada en los automóviles de tamaño completo y tracción trasera producidos por el fabricante estadounidense. Esta plataforma fue presentada en 2004 para el año modelo de 2005. El diseño LX se desarrolló en Estados Unidos para reemplazar a la plataforma LH anterior, que había sido diseñada para permitir que se actualizara fácilmente a tracción trasera y en las cuatro ruedas. Los modelos LD Charger, 300 y LA Challenger se construyen en la factoría Brampton Assembly de Brampton (Ontario), Canadá. La variante europea y todos los modelos con volante a la derecha se construyeron en Graz, Austria por Magna Steyr desde junio de 2005 hasta 2010, donde llevaron la designación de plataforma LE.

## LX
Los vehículos que utilizan la plataforma LX incluyen:
- 2005–2010 Chrysler 300C sedán,[1] familiar (automóvil) (solo LE)
- 2005–2008 Dodge Magnum familiar[2]
- 2006–2010 Dodge Charger sedán[3]

Los prototipos que utilizaron esta plataforma incluyen:
- Chrysler Nassau sedán
- Chrysler Airflite sedán[4]

## LC
La plataforma LC es una plataforma LX acortada diseñada para el Challenger.
Los vehículos que utilizan la plataforma LC/LA incluyen:
- 2008–2014, CL
- 2015-presente, LA

Dodge Challenger cupé
Entre los prototipos que utilizaron esta plataforma, se incluye:
- Chrysler 200C EV sedán

## LD
La plataforma LD se introdujo en 2011 para la segunda generación del Charger. Es una plataforma completamente rediseñada y actualizada, pero está estrechamente relacionada con la LX original.
Los vehículos que utilizan la plataforma LD incluyen:
- 2011–presente Dodge Charger
- 2011–presente Chrysler 300C
- 2012–2015 Lancia Thema sedán[6]

## LA
El código de la plataforma LA se ha utilizado para el Dodge Challenger actualizado a partir del año modelo 2015. Fue creada principalmente para permitir que el Challenger usase una transmisión automática de ocho velocidades.
- 2015–presente Dodge Challenger cupé

## LY
La plataforma LY es una plataforma LX alargada utilizada para:
- 2006 Chrysler Imperial prototipo sedán[8]

## Futura plataforma LD
En junio de 2018, el ex director ejecutivo de FCA, Sergio Marchionne, declaró que los Dodge Challenger y Charger conservarán la plataforma LD actual, que se revisará en profundidad para la siguiente generación. Se especuló con que los coches sobre la plataforma LD actuales pasarían a utilizar la plataforma Giorgio, aunque este extremo fue desmentido por Marchionne al afirmar que la plataforma Giorgio es más adecuada para los vehículos deportivos europeos que a los muscle cars estadounidenses.